# Абингтон (Пенсильвания)
Абингтон (англ. Abington Township) — это тауншип в округе Монтгомери, штат Пенсильвания, США. В 2010 году в местности проживало 55 310 человека. Тауншип Абингтон является вторым населённым пунктом по количеству жителей в округе после тауншипа Лоуэр-Мэрион. Находится в 19 км к северо-востоку от Филадельфии, южнее Пенсильванской платной автострады.
В тауншипе работают производства стали, химикатов, товаров из пластмассы, металлообработка, расположено отделение Университета штата Пенсильвания (1950).

## История
На момент появления в этих местах европейских поселенцев (конец XVI века) здесь жили делавары. Земли, на которых расположен Абингтон, в 1680-х годах были выкуплены у этого племени Уильямом Пенном. Абингтон основан в 1696 году и назван так скорее всего в честь прихода в метрополии. Городская община появилась в результате объединения нескольких пригородных населённых пунктов, в том числе Абингтона, Ардсли, Медоубрука, части Гленсайда, Маккинли, Нобла, Розлина. Во время войны за независимость место столкновения англичан и американцев у Эдж-Хилл 7 декабря 1777 года. В 1855 году Абингтон стал станцией железной дороги «Норт Пенсильвания».